# Тумунов, Жамсо Тумунович
Жамсо́ Туму́нович Туму́нов (бур.  Түмүнэй Жамса; 5 февраля 1916, улус Таптанай, Забайкальская область — 12 января 1955, Улан-Удэ) — бурятский советский писатель, драматург. Член Союза писателей СССР (1939).

## Биография
С 1927 по 1934 год учился в Таптанайской школе крестьянской молодёжи. После окончания школы работал учителем в Зуткулейской начальной школе Агинского округа. В 1935 году был назначен заведующим отделом Еравнинского райкома комсомола. В 1937 году поступил в Улан-Удэнскую коммунистическую сельскохозяйственную школу, после окончания которой работал редактором в Бурятском государственном книжном издательстве.
Автор пьесы «Сэсэгма» о борьбе бурятских женщин за социальные права. В 1937 году пьеса была поставлена Бурят-Монгольским драматическим театром. В 1930-е годы написал пьесы «Хилэ дээрэ», «Шоолой», «Шиидхэгдэһэн асуудал», «Мартагдашагүй үдэрнүүд», «Бата Барас хоёр», «Басаган-трактористка».
С 1939 года — член Союза писателей СССР. В 1940 году был издан сборник пьес Тумунова.
Участник Великой Отечественной войны. Служил в редакции армейской газеты 17-й армии. В октябре 1944 года был назначен заместителем командира батальона по политчасти 162-го гвардейского Краснознамённого полка 54-й гвардейской стрелковой дивизии 28-й армии 3-го Белорусского фронта. В годы войны писал стихи и рассказы.
После войны Тумунов работал ответственным секретарём правления Союза писателей Бурятии. С 1947 по 1951 год учился в Высшей партийной школе при ЦК КПСС, затем работал начальником Управления по делам искусств при Совете Министров Бурятской АССР.
В 1949 году в Улан-Удэ публикуется роман Тумунова «Степь проснулась», посвящённый событиям Гражданской войны в Забайкалье. Произведение стало первым романом в бурятской литературе и было переведёно на русский, венгерский, чешский, словацкий, немецкий, монгольский и другие языки.
Умер после продолжительной болезни в Улан-Удэ в 1955 г.

## Награды
- Орден Отечественной войны 1-й степени (12.03.1945)[3]
- Орден Отечественной войны 2-й степени (23.06.1945)[4]
- Медаль «За победу над Германией в Великой Отечественной войне 1941—1945 гг.»
- Медаль «За взятие Кёнигсберга»
- Медаль «За взятие Берлина»

## Память
В 1986 году в родном селе писателя был открыт литературно-краеведческий музей имени Тумунова.
В 2016 году Решением Совета муниципального района Дульдургинской межпоселенческой центральной библиотеке присвоено имя первого бурятского романиста Жамсо Тумунова.

## Сочинения
- Сухэ Батор: Поэма / Перевод С. Шервинского. — М.; Л.: Детгиз, 1950.
- Незабываемые дни. — Улан-Удэ, 1952.
- Золотой дождь: Роман / Перевод Инн. Луговского. — Улан-Удэ: Бурят. кн. изд-во, 1958.
- Из произведений военных лет. — Улан-Удэ, 1960.
- Степь проснулась/ Авториз. пер. А. Митрофанова и С. Родова. — Улан-Удэ: Бурят. кн. изд-во, 1972.
- Утро на Байкале: Стихи. — М.: Мол. гвардия, 1949.